# Lucchese 1905
Maillots
Actualités
Le Lucchese 1905 est un club italien de football. Il est basé à Lucques dans la province de Lucques, en Toscane. Lors de la saison 2024-2025, le club évolue en Serie C (D3).

## Historique
- 1905 : fondation du club sous le nom Lucca Football Club.
- 1924 : Après une fusion avec un autre club local, le club se nomme Unione Sportiva Lucchese-Libertas, dans les années 1930 le club est promu en Serie B puis atteint la Serie A en 1936, où il séjourne quatre années.
- 1947 : Retour en Serie A, pour 5 saisons consécutives.
- 1984 : Le club change de nom et devient le A.S. Lucchese Libertas, il reste quelques saisons en Serie B jusqu'en 1999 puis descend en Serie C.
- 2008 : Le club connaît des problèmes financiers, il est rétrogradé dans les divisions inférieures, puis en décembre se déclare en faillite.
- 2009 : Le club renaît, il se nomme S.S.D. Sporting Lucchese et est admis en Serie D. Lors de sa première saison il termine à la première place et s'assure la promotion en Serie C. Pour sa nouvelle saison au troisième niveau italien, le club change de nom, devient Associazione Sportiva Lucchese Libertas 1905, termine de nouveau à la première place et s'assure la montée au deuxième niveau pour la saison 2010-2011.
- 2011 : Durant l'été la fédération exclut le club pour des raisons financières, le club se renomme F.C. Lucca 2011 et redémarre en cinquième division, mais n'y restera qu'une saison. Pour la saison 2012-2013, le FC Lucca évolue en Serie D où il évoluera sous le nom de F.C. Lucchese 1905.
- 2013 : Le club reprend le nom de A.S. Lucchese Libertas 1905, puis revient dans le professionnalisme après sa promotion en Serie C pour la saison 2014-2015.

## Palmarès et résultats

### Palmarès
- Championnat de Serie B
  - Champion : 1936 et 1947

- Championnat de Serie C / C1
  - Champion : 1961
  - Vice-champion : 1946, 1978 et 1990

- Championnat de Serie C2
  - Champion : 1986 et 2010

- Championnat de Serie D
  - Champion : 1969, 2009 et 2014

- Coupe d'Italie de Serie C : 
  - Vainqueur : 1990

### Présence dans les différentes divisions
- 13 saisons
- 24 saisons
- 47 saisons
- 16 saisons

## Changements de nom
- 1905-1919 : Lucca Football Club
- 1919-1924 : Unione Sportiva Lucchese
- 1924-1929 : Unione Sportiva Libertas
- 1929-1942 : Unione Sportiva Lucchese Libertas
- 1942-1943 : Gruppo Sportivo Lucchese Iginio Giannini
- 1943-1982 : Unione Sportiva Lucchese Libertas
- 1982-1984 : Nuova Unione Sportiva Lucchese Libertas
- 1984-2008 : Associazione Sportiva Lucchese Libertas
- 2008-2009 : Sporting Lucchese
- 2009-2011 : Associazione Sportiva Lucchese Libertas 1905
- 2011-2012 : Associazione Sportiva Dilettantistica Football Club Lucca 2011
- 2012-2013 : Football Club Lucchese 1905
- 2013-2019 : Associazione Sportiva Lucchese Libertas 1905
- 2019-2020 : Lucchese 1905 Società Sportiva Dilettantistica
- 2020- : Lucchese 1905

## Joueurs emblématiques
- Aldo Olivieri
- Marco Rossi
- Eusebio Di Francesco
- Ighli Vannucchi
- Andrea Masiello
- Giulio Donati
- Giovanni Galli
- Iosif Fabian
- Ferruccio Valcareggi
- Luis Oliveira
- Nicki Bille Nielsen
- Mihály Kincses
- Migjen Basha
- Souleymane Diamoutene
- Drissa Diarra
- Pierre Womé